# Josef Alois Zahn
Josef Alois Zahn (* 20. April 1888 in Tirschenreuth; † 17. Januar 1965 ebenda) war ein deutscher Politiker der CSU.

## Beruf
1917 übernahm Zahn die Privatbank seines Vaters, welche er bis 1962 leitete. Von 1952 bis 1956 betrieb er zudem einen Garn- und Textiliengroßhandel.

## Politik
Bis 1933 gehörte Zahn der Christlich-Sozialen Einigung an, nach dem Krieg wurde er Mitglied der CSU. 1945 wurde er von der US-Militärregierung zum Bürgermeister von Tirschenreuth ernannt, dieses Amt übte er bis 1948 aus. 1946 gehörte er zunächst dem Beratenden Landesausschuss und danach der Verfassunggebenden Landesversammlung in Bayern sowie dem Verfassungsausschuss an.